# Saltergate
Il Saltergate, ufficialmente noto come Recreation Ground, fu la sede storica del Chesterfield F.C., e fu in uso dal 1871 fino al trasferimento del club a giugno 2010: 139 anni di storia che lo avevano reso uno dei più antichi stadi in Inghilterra. Lo stadio è stato demolito nel 2012.
Lo stadio, che si trovava nel cuore della città di Chesterfield ed era circondato dalle abitazioni, aveva subito solo un limitato sviluppo di ristrutturazione dopo che una nuova tribuna principale era stata inaugurata nel 1936. Grazie a questa peculiarità, nel 2009 era stato teatro delle riprese del film Il Maledetto United, ambientato a cavallo degli anni '60 e '70.
Benché i piani per sviluppare il sito fossero stati esaminati, i tifosi del club alla fine votarono a favore della costruzione di un nuovo terreno di gioco in un referendum nel 2006. Dalla stagione 2010-11, la squadra si è trasferita al Proact Stadium, situato nella zona di Whittington Moor.